# Cantonul La Flèche
Cantonul La Flèche este un canton din arondismentul La Flèche, departamentul Sarthe, regiunea Pays de la Loire, Franța.

## Comune
| Comune               | Populație (1999) | Cod poștal | Cod INSEE |
| -------------------- | ---------------- | ---------- | --------- |
| Bazouges-sur-le-Loir | ...              | 72200      | 72025     |
| La Chapelle-d'Aligné | ...              | 72300      | 72061     |
| Clermont-Créans      | ...              | 72200      | 72084     |
| Cré-sur-Loir         | ...              | 72200      | 72108     |
| Crosmières           | ...              | 72200      | 72110     |
| La Flèche            | ...              | 72200      | 72154     |
| Mareil-sur-Loir      | ...              | 72200      | 72185     |